# Silene kubanensis
Silene kubanensis är en nejlikväxtart som beskrevs av Somm. och Levier. Silene kubanensis ingår i släktet glimmar, och familjen nejlikväxter. Inga underarter finns listade i Catalogue of Life.